# Donja Velika (Sokolovac)
Donja Velika je naselje u Hrvatskoj u sastavu općine Sokolovca. Nalazi se u Koprivničko-križevačkoj županiji. 

## Zemljopis
Jugozapadno je Križ Gornji, zapadno su Rovištanci, sjeverozapadno je Peščenik, sjeverno su Hudovljani, sjeveroistočno su Gornja Velika i Gornji Mosti, istočno su Srednji Mosti, jugoistočno su Poljančani i Sredice Gornje.

## Stanovništvo
| broj stanovnika | 105   | 122   | 150   | 199   | 218   | 440   | 407   | 228   | 251   | 259   | 240   | 60    | 147   | 124   | 109   | 91    | 83    |
|                 | 1857. | 1869. | 1880. | 1890. | 1900. | 1910. | 1921. | 1931. | 1948. | 1953. | 1961. | 1971. | 1981. | 1991. | 2001. | 2011. | 2021. |